# Blizzard Albany
Blizzard Albany (anciennement Vicarious Visions) est une entreprise américaine de développement de jeux vidéo, fondée par Karthik et Guha Bala en 1994 et basée à Albany. Elle a été rachetée par Activision en 2005. Après avoir sorti son dernier jeu en tant que filiale de cette société, Tony Hawk's Pro Skater 1 + 2, Vicarious Visions intègre Blizzard Entertainment, la société sœur d'Activision, en janvier 2021 et fusionne avec elle en avril 2022, prenant ainsi le nom de Blizzard Albany.

## Histoire
Karthik et Guha Bala commencent leur activité en 1991 dans le sous-sol de la maison de leurs parents.
Ils constituent leur société en 1995. L'entreprise est rachetée par Activision le 20 janvier 2005. En janvier 2021, Blizzard Entertainment absorbe le studio.
Le studio fusionne officiellement avec Blizzard Entertainment en avril 2022 et devient Blizzard Albany.

## Ludographie
| Année | Titres                                                                                                | Plates-formes                                 |
| ----- | --- | --------------------------------------------- |
| 1996  | Synnergist                                                                                            | PC                                            |
| 1997  | Dark Angael                                                                                           | PC                                            |
| 1999  | Vigilante 8                                                                                           | Game Boy Color                                |
| 1999  | Zebco Fishing!                                                                                        | Game Boy Color                                |
| 2000  | Blue's Clues:Alphabet Book                                                                            | Game Boy Color                                |
| 2000  | Rescue Heroes: Fire Frenzy                                                                            | Game Boy Color                                |
| 2000  | Barbie: Magic Genie Adventure                                                                         | Game Boy Color                                |
| 2000  | The Wild Thornberrys: Rambler                                                                         | Game Boy Color                                |
| 2000  | Spider-Man                                                                                            | Game Boy Color                                |
| 2000  | Terminus                                                                                              | Linux, Mac OS X, PC                           |
| 2000  | Polaris SnoCross                                                                                      | Game Boy Color, Nintendo 64, PC, PlayStation  |
| 2000  | Pro Darts                                                                                             | Game Boy Color                                |
| 2001  | Snowcross                                                                                             | Game Boy Color, PC                            |
| 2001  | Monstres et Cie                                                                                       | Game Boy Color                                |
| 2001  | Zoboomafoo: Playtime in Zobooland                                                                     | Game Boy Color                                |
| 2001  | Kelly Club: Clubhouse Fun                                                                             | Game Boy Color                                |
| 2001  | Spider-Man: Mysterio's Menace                                                                         | Game Boy Advance                              |
| 2001  | Power Rangers: Time Force                                                                             | Game Boy Advance                              |
| 2001  | Spider-Man 2 : La Revanche d'Electro                                                                  | PlayStation                                   |
| 2001  | Tony Hawk's Pro Skater 2                                                                              | Game Boy Advance                              |
| 2001  | Sea-Doo Hydrocross                                                                                    | Game Boy Color, Nintendo 64, PlayStation      |
| 2001  | Jimmy White's Cueball                                                                                 | Game Boy Color                                |
| 2001  | Bob l'éponge : Legend of the Lost Spatula                                                             | Game Boy Color                                |
| 2002  | Whiteout                                                                                              | PC, PS2, Xbox                                 |
| 2002  | Star Wars Jedi Knight 2: Jedi Outcast                                                                 | Gamecube, Xbox                                |
| 2002  | Tony Hawk's Pro Skater 4                                                                              | Game Boy Advance, PlayStation, Wireless       |
| 2002  | Bob l'éponge : Revenge of the Flying Dutchman                                                         | Game Boy Advance                              |
| 2002  | Frogger Advance: The Great Quest                                                                      | Game Boy Advance                              |
| 2002  | Tony Hawk's Pro Skater 3                                                                              | Game Boy Advance                              |
| 2002  | Crash Bandicoot XS                                                                                    | Game Boy Advance                              |
| 2002  | Les Supers Nanas: HIM & Seek                                                                          | Game Boy Advance                              |
| 2003  | The Muppets: On with the Show!                                                                        | Game Boy Advance, PC                          |
| 2003  | Spy Muppets: License to Croak                                                                         | Game Boy Advance, PC                          |
| 2003  | Crash Bandicoot 2: N-Tranced                                                                          | Game Boy Advance                              |
| 2003  | Star Wars Jedi Knight: Jedi Academy                                                                   | Xbox                                          |
| 2003  | Crash Nitro Kart                                                                                      | GameCube, Game Boy Advance, N-Gage, PS2, Xbox |
| 2003  | Le Monde de Nemo                                                                                      | Game Boy Advance                              |
| 2003  | Frère des ours                                                                                        | Game Boy Advance                              |
| 2003  | Bruce Lee: Return of the Legend                                                                       | Game Boy Advance                              |
| 2003  | X-Men 2 : La Vengeance de Wolverine                                                                   | Game Boy Advance                              |
| 2003  | Tony Hawk's Underground                                                                               | Game Boy Advance                              |
| 2003  | Bob l'éponge : Bataille pour Bikini Bottom                                                            | Game Boy Advance                              |
| 2003  | Le Roi lion                                                                                           | Game Boy Advance                              |
| 2003  | Joker's Wild                                                                                          | Wireless                                      |
| 2003  | Disney's Extreme Skate Adventure                                                                      | Game Boy Advance                              |
| 2003  | Jet Grind Radio                                                                                       | Game Boy Advance                              |
| 2004  | Kids Next Door: Operation S.O.D.A.                                                                    | Game Boy Advance                              |
| 2004  | Shrek 2 : La Charge zéroïque                                                                          | Game Boy Advance                              |
| 2004  | Phénomène Raven                                                                                       | Game Boy Advance                              |
| 2004  | Tony Hawk's Underground 2                                                                             | Game Boy Advance                              |
| 2004  | Shark Tale                                                                                            | Game Boy Advance, Wireless                    |
| 2004  | Crash Bandicoot : Fusion                                                                              | Game Boy Advance                              |
| 2004  | Spyro : Fusion                                                                                        | Game Boy Advance                              |
| 2004  | Shrek 2                                                                                               | Game Boy Advance                              |
| 2004  | Crosswords by VV                                                                                      | Wireless                                      |
| 2004  | Rivet                                                                                                 | Wireless                                      |
| 2004  | Static Choc                                                                                           | Game Boy Advance                              |
| 2005  | Tony Hawk's American Sk8land                                                                          | Game Boy Advance, Nintendo DS                 |
| 2005  | Madagascar : Opération Pingouins                                                                      | Game Boy Advance                              |
| 2005  | X-Men Legends II : L'Avènement d'Apocalypse                                                           | PSP                                           |
| 2005  | Ultimate Spider-Man                                                                                   | Game Boy Advance, Nintendo DS                 |
| 2005  | Batman Begins                                                                                         | Game Boy Advance                              |
| 2005  | Madagascar                                                                                            | Game Boy Advance, Nintendo DS                 |
| 2005  | Doom 3                                                                                                | Xbox                                          |
| 2005  | Spider-Man 2                                                                                          | PSP, Nintendo DS, Wireless                    |
| 2006  | Tony Hawk's Downhill Jam                                                                              | Game Boy Advance, Nintendo DS                 |
| 2006  | Marvel: Ultimate Alliance                                                                             | PSP, Wii                                      |
| 2006  | Nos voisins, les hommes                                                                               | Game Boy Advance, Nintendo DS                 |
| 2006  | Nos voisins, les hommes : Zamy pète les plombs!                                                       | Game Boy Advance                              |
| 2007  | Guitar Hero 3: Legends of Rock                                                                        | Wii                                           |
| 2007  | Spider-Man 3                                                                                          | Game Boy Advance, Nintendo DS, PS2, PSP, Wii  |
| 2007  | Shrek le troisième                                                                                    | Game Boy Advance, Nintendo DS                 |
| 2007  | Transformers : Autobots Transformers : Decepticons                                                    | Nintendo DS                                   |
| 2007  | Tony Hawk's Proving Ground                                                                            | Nintendo DS                                   |
| 2007  | Bee Movie : Le jeu                                                                                    | Nintendo DS                                   |
| 2008  | Kung Fu Panda                                                                                         | Nintendo DS                                   |
| 2008  | Guitar Hero: On Tour                                                                                  | Nintendo DS                                   |
| 2008  | Guitar Hero: Aerosmith                                                                                | Wii                                           |
| 2008  | Guitar Hero: World Tour                                                                               | Wii                                           |
| 2008  | Guitar Hero: On Tour Decades                                                                          | Nintendo DS                                   |
| 2008  | 007: Quantum of Solace                                                                                | Nintendo DS                                   |
| 2009  | Mixed Messages                                                                                        | Nintendo DSi                                  |
| 2009  | Transformers : La Revanche - Autobots Transformers : La Revanche - Decepticons                        | Nintendo DS                                   |
| 2009  | Guitar Hero: On Tour Modern Hits                                                                      | Nintendo DS                                   |
| 2009  | Guitar Hero 5                                                                                         | Wii                                           |
| 2009  | Marvel: Ultimate Alliance 2                                                                           | PS3, Xbox 360                                 |
| 2009  | Band Hero                                                                                             | Wii, Nintendo DS                              |
| 2010  | Guitar Hero                                                                                           | iPhone                                        |
| 2010  | Transformers : La Guerre pour Cybertron Autobots Transformers : La Guerre pour Cybertron: Decepticons | Nintendo DS                                   |
| 2010  | Guitar Hero: Warriors of Rock                                                                         | Wii                                           |
| 2011  | Skylanders: Spyro's Adventure                                                                         | Nintendo 3DS                                  |
| 2012  | Skylanders: Cloud Patrol                                                                              | iOS                                           |
| 2012  | Skylanders: Lost Islands                                                                              | iOS                                           |
| 2012  | Skylanders: Battlegrounds                                                                             | iOS                                           |
| 2012  | Skylanders: Giants                                                                                    | Wii U                                         |
| 2013  | Skylanders: Swap Force                                                                                | PS3, Xbox 360, Wii U                          |
| 2014  | Skylanders: Trap Team                                                                                 | iOS, Android, Kindle Fire                     |
| 2015  | Skylanders: SuperChargers                                                                             | PS3, Xbox 360, Wii U, Xbox One, PS4           |
| 2016  | Skylanders: Imaginators - Crash Edition                                                               | PS3, PS4                                      |
| 2017  | Crash Bandicoot N. Sane Trilogy                                                                       | PS4                                           |
| 2017  | Destiny 2                                                                                             | PC (portage)                                  |
| 2020  | Tony Hawk Pro Skater 1+2                                                                              | PS4, Microsoft Windows, Xbox One              |